# Heinkel HD 55
Heinkel HD 55 là một loại tàu bay hai tầng cánh, được chế tạo tại Đức vào đầu thập niên 1930. Nó được Liên Xô sử dụng làm các máy bay trinh sát trang bị cho tàu chiến.

## Quốc gia sử dụng
Liên Xô
- Không quân Hải quân Liên Xô

## Tính năng kỹ chiến thuật
Đặc điểm tổng quát
- Kíp lái: 2
- Chiều dài: 10.35 m (34 ft 0 in)
- Sải cánh: 14.00 m (45 ft 11 in)
- Chiều cao: 4.28 m (14 ft 1 in)
- Diện tích cánh: 56.9 m2 (612 ft2)
- Trọng lượng rỗng: 1.520 kg (3.350 lb)
- Trọng lượng có tải: 2.270 kg (5.000 lb)
- Powerplant: 1 × Siemens-Halske Sh 20, 360 kW (480 hp)

Hiệu suất bay
- Vận tốc cực đại: 194 km/h (120 mph)
- Tầm bay: 800 km (500 dặm)
- Trần bay: 4.800 m (15.800 ft)

Vũ khí trang bị
- 1 × Súng máy PV-1 7,62 mm (.30 in)
- 2 × Súng máy DA 7,62 mm